# گراسیا کرختا
گراسیا کِرِخِتا (اسپانیایی: Gracia Querejeta‎؛ تلفظ اسپانیایی: [ˈɡɾaθja keɾeˈxeta]؛ زادهٔ ۱۳ اوت ۱۹۶۲) کارگردان اهل اسپانیا است.
او دانش‌آموختهٔ رشتهٔ تاریخ باستان در دانشگاه کمپلوتنسه مادرید و فرزند الیاس کرختا است.
از فیلم‌ها یا برنامه‌های تلویزیونی که وی در آن نقش داشته است، می‌توان به حرف‌های مکس و موج جنایت اشاره کرد.